# Acrotomodes unicolor
Acrotomodes unicolor es una especie de polilla perteneciente a la familia Geometridae, descrita por primera vez por el lepidopterólogo inglés William Warren en 1906 y se puede encontrar distribuidas en el sudeste de Brasil.

## Descripción
Es una polilla pequeña, con una envergadura de 26 milímetros (1 plg). La cabeza, tórax y abdomen son grises, la cara es algo más marrón.
El ala anterior es de color marrón rojizo uniforme con dos líneas más oscuras, seguida de un tono levemente más oscuro desde una mancha costal oscura antes del ápice, con algunas escamas grises dispersas en el área marginal, especialmente hacia el ápice del ala. El ala posterior cuenta con líneas paralelas, la externa seguida por una línea pálida y áreas marginales mucho más oscuras.
La parte inferior de las alas se ve moteada de negro. El ala anterior es marrón rojiza, con las áreas costal y apical grisáceas, mientras que el ala posterior cuenta con un margen interno pálido y un margen externo gris. Ambas alas cuentan con líneas y flecos externos marrón oscuro.